# Сновидовичі (селище)
Сновидовичі — селище в Україні, в Коростенському районі Житомирської області. Входить до складу Олевської міської громади. Населення становить 24 осіб.
Утворене як поселення при залізничній станції Сновидовичі. Взяте на облік 27 червня 1969 року.

## Географія
На північно-східній стороні від селища бере початок річка Бедля.

## Населення
Згідно з переписом УРСР 1989 року чисельність наявного населення селища становила 23 особи, з яких 10 чоловіків та 13 жінок.
За переписом населення України 2001 року в селищі мешкали 24 особи.

### Мова
Розподіл населення за рідною мовою за даними перепису 2001 року:
| Мова       | Відсоток |
| ---------- | -------- |
| українська | 91,67 %  |
| російська  | 8,33 %   |